# Bernard Makuza

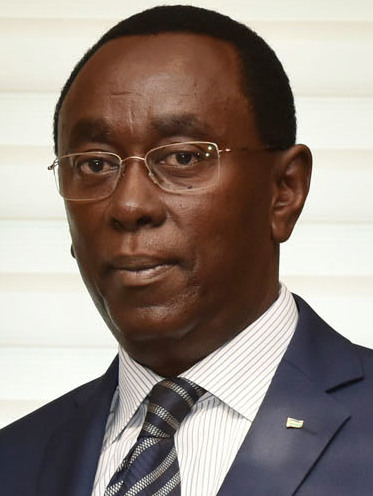
Bernard Makuza, 2018

Bernard Makuza (* 30. September 1961) war vom 8. März 2000 bis zum 7. Oktober 2011 Premierminister von Ruanda. Er gehört der Ethnie der Hutu an.
Bernard Makuza war vor dem Amtsantritt als Premierminister Botschafter in Burundi und Deutschland. Nach seiner Ablösung als Premierminister wurde Makuza von Präsident Kagame zum Senator ernannt.